# Aenictus shilintongae
Aenictus shilintongae (лат.) — вид муравьёв-кочевников, принадлежащий к роду Aenictus. Назван в честь принцессы Таиланда Маха Чакри Сириндхорн (Maha Chakri Sirindhorn).

## Распространение
Юго-восточная Азия: Китай.

## Описание
Длина рабочих около 4—5 мм. Основная окраска красновато-коричневая (ноги и усики светлее). Голова, переднеспинка, постпетиоль и брюшко блестящие; грудь частично (мезонотум и проподеум) мелко скульптированная и матовая. Головные псевдоглазные пятна (Typhlatta spot) развиты. Тело покрыто длинными отстоящими волосками. Длина головы рабочих (HL) 0,79—0,86 мм; ширина головы (HW) — 0,50—0,63 мм; длина скапуса усика (SL) — 0,26—0,30 мм; индекс скапуса (SI) — 65—83. Усики 10-члениковые, скапус короткий, не достигает задний край головы. Жвалы субтреугольные. Передний край клипеуса выпуклый, с несколькими зубчиками. Стебелёк между грудкой и брюшком у рабочих состоит из двух члеников, а у самок и самцов — из одного (петиоль). Нижнечелюстные щупики самок и рабочих 2-члениковые, нижнегубные щупики состоят из 2 сегментов (формула 2,2; у самцов 2,1). Проподеальное дыхальце расположено в верхней боковой части заднегруди. Голени с двумя шпорами. Жало развито.
Вид был впервые описан в 2016 году таиландским мирмекологом Вияватом Джайтронгом (Dr. Weeyawat Jaitrong) совместно с американским энтомологом Тэдом Шульцем (Dr. Ted Schultz). Включён в состав видовой группы Aenictus laeviceps species group, близок к Aenictus rotundicollis и Aenictus sonchaengi, отличаясь строением стебелька и груди, одной парой волосков на голове, более 15 волоскам на промезонотуме.